# Ichneumon funebris
Ichneumon funebris är en stekelart som beskrevs av Gmelin 1790. Ichneumon funebris ingår i släktet Ichneumon och familjen brokparasitsteklar. Inga underarter finns listade i Catalogue of Life.